# Emily Woodruff
Emily S. Woodruff (født 19. april 1846 i Cincinnati,, død 28. marts 1916) var en amerikansk bueskytte, som deltog i OL 1904 i St. Louis.
Woodruff deltog i alle tre bueskydningskonkurrencer for kvinder ved OL i St. Louis, hvor kun amerikanere stillede op. Hun blev nummer fire i hver af de individuelle konkurrencer, mens hun var med på holdet fra Cincinnati Archers sammen med Lida Howell, Eliza Pollock og Leonie Taylor, der vandt holdkonkurrencen. Der stillede ganske vist kun ét hold op i konkurrencen, men deltagerne skød dog åbenbart hver mindst ét skud.
Hendes mand Charles Woodruff var også bueskytte og vandt en sølvmedalje i holdkonkurrencen for mænd ved samme OL.